# Karl Strasser
Karl Strasser (* 30. Juni 1869 in Aulendorf in Württemberg; † 11. Februar 1945 in Dahlewitz bei Berlin) war ein deutscher Architekt, Geheimer Baurat und zeitweise Leiter des Reichsvermögensamtes.

## Leben und Karriere
Karl Strasser wurde 1869 in Aulendorf geboren. Sein Vater Rudolf Otto Albert Strasser war dort als Architekt und ab 1876 als königlicher Garnisons-Baumeister in Ludwigsburg tätig. Nach dem Abitur studierte Strasser von 1888 bis 1892 Architektur an der Technischen Hochschule Stuttgart. Im Wintersemester 1890/91 trat er der Stuttgarter Burschenschaft Ghibellinia bei, deren Vorstand er drei Semester lang führte. Im Mai 1892 schloss er das Studium mit der Prüfung als Regierungsbauführer ab und trat in den württembergischen Staatsdienst ein. Hier wurde er zunächst in der Militärbauverwaltung beschäftigt. Vom 1. Oktober 1892 bis zum 30. September 1893 leistete er seinen Einjährig-freiwilligen Militärdienst. Danach wechselte in den preußischen Staatsdienst und war als Regierungsbauführer und Bauleitender in Saarbrücken tätig. Am 1. Dezember 1894 wechselte er dann erneut – diesmal in den bayerischen Staatsdienst. Am 1. Juni 1896 wurde er zum Regierungsbaumeister ernannt.
Wohl auf Betreiben des Reichsmarineamtes wurde Strasser dann ab dem 1. Januar 1900 von seiner Tätigkeit beurlaubt, um in das deutsche Schutzgebiet Kiautschou entsandt zu werden, das damals diesem Amt unterstand. In Tsingtau sollte Strasser beim Aufbau der Infrastruktur für den deutschen Handels- und Marinestützpunkt helfen.
Strasser traf vermutlich im Februar oder März 1900 in Tsingtau ein und leitete die Hochbauabteilung (Abteilung 3 des Bauwesens der Kolonie). Offenbar aufgrund von Gegensätzen zu dem Leiter des Hafenbauamts Richard Gromsch (1855–1910), dem die anderen Abteilungen der Bauverwaltung Hochbau und Tiefbau unterstellt waren, erfüllte Strasser seinen Vertrag aber nicht bis zum Ende, sondern kehrte Ende 1902 nach Deutschland zurück. Er arbeitete dann in Straubing, wo er am 1. Juni 1903 zum Garnisonsbauinspektor ernannt wurde.
1904 wurde dann in Tsingtau ein neuer Leiter für die Hochbauabteilung gesucht und die Position wurde Strasser seitens des deutschen Gouverneurs von Kiautschou, Oskar von Truppel, angeboten, die er unter zwei Bedingungen annahm. Zum einen forderte Strasser eine dauernde Anstellung als Beamter in Tsingtau und zum anderen wollte Strasser als alleiniger verantwortlicher Chef der Hochbauabteilung nicht länger dem Hafenbauamt unterstellt sein. Beide Bedingungen wurden erfüllt und Strasser wurde am 14. Februar 1905 aus dem bayrischen Staatsdienst entlassen. Am 15. Februar 1905 trat er dann als Leiter der Hochbauabteilung im Pachtgebiet Kiautschou in den Dienst des Reichsmarineamtes und reiste am 15. März 1905 von Genua aus nach Tsingtau. 
Strassers Hauptaufgabe als Hochbaudirektor bestand darin, die vielen gleichzeitigen Tätigkeiten seines Amtes zu koordinieren. Außerdem war Strasser auch Chef der Baupolizei. Damit trug er in den Jahren 1905 bis 1914 die Verantwortung für die bauliche Gestaltung der Stadt Tsingtau.

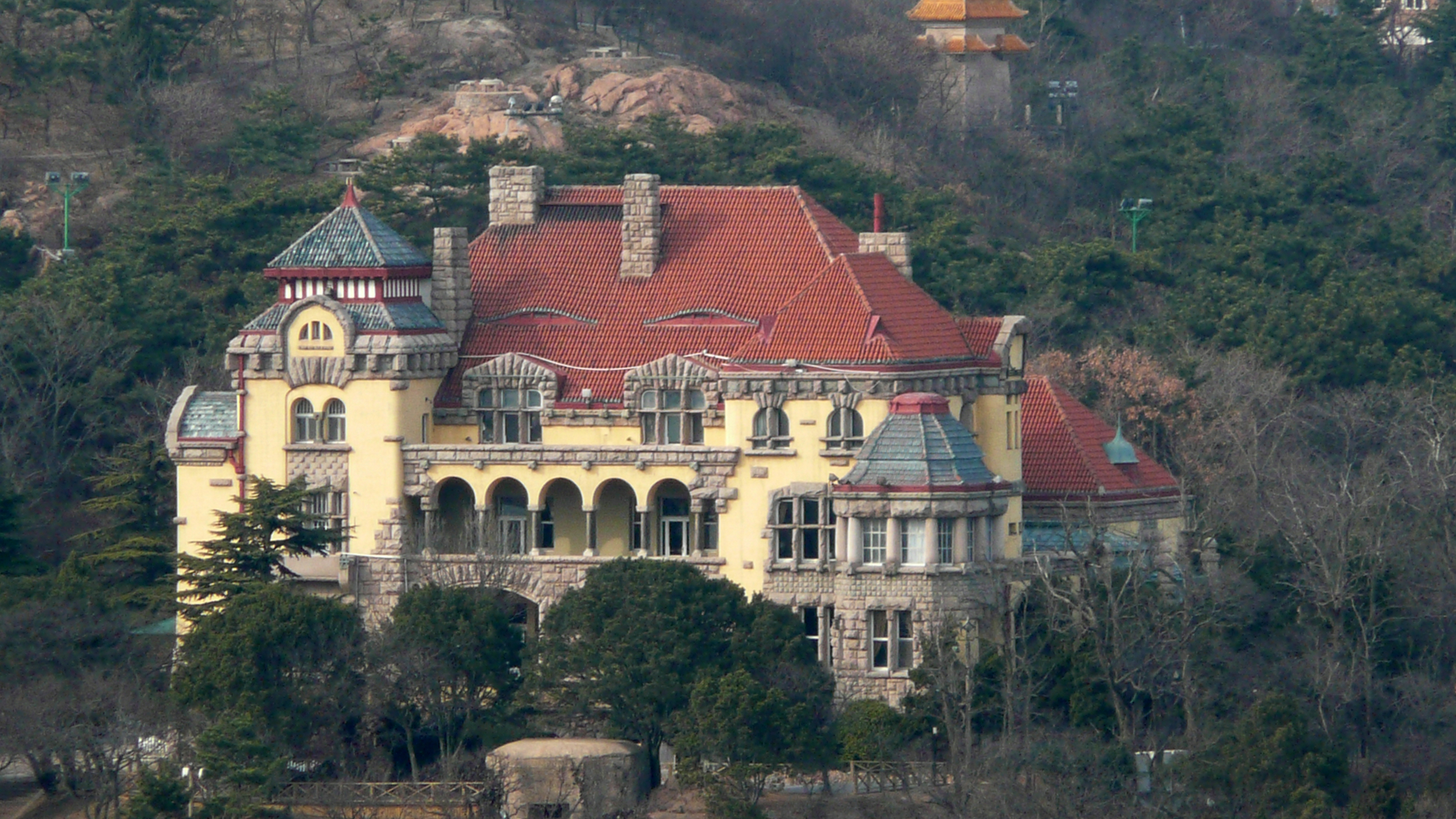
Ehemalige Residenz des deutschen Gouverneurs in Qingdao

Eines der wichtigsten Projekte war der Bau der Gouverneursresidenz am Signalberg in Tsingtau. Das Projekt wurde im September 1905 gestartet und war von großen Schwierigkeiten überschattet. Dies verursachte eine lange Verzögerung sowie weit höhere Kosten in der Baudurchführung, was sogar eine offizielle Untersuchung seitens des Marineamtes gegen Strasser in Gang brachte. Diese verlief allerdings ergebnislos, auch weil sich Gouverneur Truppel für Strasser verwendete. Das Gebäude wurde schließlich im September 1907 fertiggestellt und existiert bis heute als Museum und Wahrzeichen von Qingdao. Am 16. März 1911 wurde Strasser zum Intendantur- und Baurat ernannt.
Bei Ausbruch des Ersten Weltkriegs wurde Strasser am 18. August 1914 als Hauptmann der Landwehr a. D. zum Landsturm einberufen und nahm an der Verteidigung der Stadt teil. Nach der Besetzung Tsingtaus durch japanische Streitkräfte am 7. November 1914 kam Strasser, ebenso wie die anderen Tsingtaukämpfer, in japanische Kriegsgefangenschaft, und zwar erst in das Lager Fukuoka, dann ab 22. März 1918 ins Lager Narashino.
Im Dezember 1919 wurde Strasser aus der Kriegsgefangenschaft entlassen und kehrte nach Deutschland zurück, wo er am 25. Februar in Wilhelmshaven eintraf. 
Nach seiner Rückkehr wurde Strasser zum Regierungsbaurat ernannt und bei der Marineverwaltung in Bremerhaven angestellt. Mit Urkunde vom 27. Mai 1920 wurde er zum Geheimrat befördert. Wenig später wurde er kurzzeitig als Leiter des Reichsvermögensamtes nach Koblenz versetzt. Anschließend war Strasser als Baureferent in Nürnberg tätig und wurde schließlich 1925 ins Marineministerium nach Berlin versetzt. 1929 kaufte Strasser ein Haus in Dahlewitz südlich von Berlin. 1934 wurde er pensioniert.
Ende 1944 wurde bei Strasser Diabetes festgestellt und er verlor ein Bein. Kurz darauf verstarb er.

## Familie
Am 1. August 1906 heiratete Strasser in Hongkong Mathilde Warlich. Das Paar hatte sich vor Strassers zweitem Asienaufenthalt in München kennengelernt. Strassers Frau siedelte in der Folge ebenfalls nach Tsingtau um. Das Paar hatte eine Tochter.
Bei Ausbruch des Ersten Weltkriegs wurde mit der Belagerung der Stadt durch japanische Truppen bereits fest gerechnet. Daher wurden auf Geheiß des Gouvernements alle deutschen Frauen und ihre Kinder zunächst nach Tientsin und dann nach Peking in das Umfeld der Deutschen Botschaft evakuiert.
Als China am 14. März 1917 die Beziehungen zum Deutschen Reich abbrach, verließen viele Deutsche, allen voran die deutschen Diplomaten, das Land und reisten in die USA. Auf dem Weg per Schiff dorthin erkrankte Frau Strasser schwer und musste nach der Ankunft in San Francisco ins Krankenhaus eingeliefert werden. Nach längerem Krankenhaus-Aufenthalt ergab sich keine Möglichkeit mehr, nach Deutschland weiterzureisen, da die USA mittlerweile ebenfalls in den Krieg gegen Deutschland eingetreten waren. Mutter und Tochter galten daher als interniert, mussten sich wöchentlich bei der Polizei melden und durften den Bezirk nicht verlassen. Immerhin erhielt Frau Strasser über das Schweizer Konsulat das Gehalt ihres Mannes ausbezahlt und fand eine Bleibe bei einer irischen Familie. Erst im Dezember 1919 erhielt sie durch die Vermittlung des Schweizer Konsulats die Reisepapiere für sich und ihre Tochter und konnte im März 1920 per Schiff von New York nach Deutschland reisen, wo sie am 7. April 1920 eintraf. Damit traf sich die Familie nach fünfeinhalb Jahren Trennung schließlich wieder.
Einen Tag nach der Beerdigung ihres Mannes 1945 verließ Mathilde Strasser das Haus in Dahlewitz in Richtung Süddeutschland, um sich mit ihrer Tochter und den Enkeln, angesichts des drohenden Einmarschs der Roten Armee, in Sicherheit zu bringen. Nach abenteuerlicher viertägiger, von Luftangriffen begleiteter Fahrt auf dem Perron eines Lazarettzuges erreichte die kleine Gruppe München. Dort verstarb Frau Strasser am 4. September 1957.

## Weblink und Quellen
- Wilhelm Matzat: Biographie Karl Strasser. In: www.tsingtau.org – Geschichte der Deutschen in Ostasien – 1898 bis 1946. Abgerufen am 23. März 2016.
- Kurzbiographie Karl Strasser. In: Tsingtau und Japan 1914-1920 - Historisch Biographisches Projekt. Abgerufen am 23. März 2016.